# Mikołajek (seria książek)
Mikołajek (fr. Le Petit Nicolas) – cykl książek napisany przez René Goscinnego i zilustrowany przez Jean-Jacques’a Sempégo. Seria uchodzi za jeden z klasyków literatury dziecięcej.
Pięć pierwszych książek z serii składa się z kilkunastu rozdziałów. Są one bogato ilustrowane. Poszczególne rozdziały są samodzielnymi i pełnymi tekstami, pomimo wpisania ich w szerszy kontekst przedstawianych wydarzeń.

## Historia
Mikołajek był pierwotnie bohaterem pasków komiksowych publikowanych przez duet Goscinny-Sempé w belgijskim magazynie „La Moustique” na przełomie 1955 i 1956 roku. 29 marca 1959 roku na łamach „Sud-Ouest Dimanche” ukazało się pierwsze opowiadanie pt. Jajo wielkanocne. Następne opowiadania publikowano w magazynie „Pilote”. Początkowo Goscinny podpisywał je jako Agnostici.
W 1960 roku wydawnictwo Denoël wydał pierwszy zbiór opowiadań, pt. Mikołajek. Początkowo książka nie odniosła sukcesu komercyjnego, a Denoël odmówiło wydania kolejnej części, Rekreacji Mikołajka. Mikołajek stał się popularny w następnych latach. W latach 1961–1964 ukazały się kolejne części: Rekreacje Mikołajka (1961, fr. Les récrés du Petit Nicolas), Wakacje Mikołajka (1962, fr Les vacances du Petit Nicolas), Mikołajek i inne chłopaki (1963, fr. Le Petit Nicolas et les copains) oraz Joachim ma kłopoty (1964, fr. Joachim a des ennuis). Piąta część przygód była później wydawana pod tytułem Mikołajek ma kłopoty (fr. Le Petit Nicolas a des ennuis). W przeciwieństwie do pierwszej części, kolejne z miejsca stawały się bestsellerami.
W 2004 roku Anne Goscinny znalazła nieopublikowane opowiadania o Mikołajku, które zostały opublikowane w następnych latach w trzytomowej serii Histoires inédites du Petit Nicolas (pol. Nowe przygody Mikołajka). Pierwszy tom został wydany we Francji w tym samym roku przez wydawnictwo IMAV, polskie wydanie ukazało się 7 listopada 2005 roku. Drugi tom ukazał się 5 października 2006 roku, polskie tłumaczenie jesienią 2007 roku. Trzeci tom został wydany 19 marca 2009 roku, polskie tłumaczenie ukazało się 5 listopada 2009 roku.
9 listopada 2012 roku ukazało się tłumaczenie Mikołajka na łacinę. 6 czerwca 2013 roku ukazały się tłumaczenia serii o Mikołajku w językach: korsykańskim, pikardyjskim, bretońskim, jidysz i w północnoafrykańskim dialekcie języka arabskiego.

## Polskie tłumaczenia
W 1964 roku ukazało się polskie tłumaczenie dwóch pierwszych części serii, wydane pod wspólnym tytułem Rekreacje Mikołajka. Opowiadania przetłumaczyły Tola Markuszewicz i Elżbieta Staniszkis. Kolejne części przetłumaczyła na przełomie lat 70. i 80 Barbara Grzegorzewska. W 1979 roku ukazał się Mikołajek i inne chłopaki, w 1980 Wakacje Mikołajka, a w 1982 roku Joachim ma kłopoty (w 1997 roku tytuł zmieniono na Mikołajek ma kłopoty). Nakład pierwszych wydań wynosił od 10 do 30 tys. egzemplarzy. Ponadto wybrane opowiadania ukazywały się w Świerszczyku, Płomyczku, Płomyku i Świecie Młodych w latach 1979–1988.

## Ekranizacje
We wrześniu 2009 roku francuska stacja telewizyjna Métropole Télévision 6 rozpoczęła emisję kreskówki Mikołajek. Serial liczył dwa sezony po 52 odcinki. 30 września 2009 roku we Francji miał premierę film Mikołajek w reżyserii Laurenta Tirarda. Główną rolę zagrał dziewięcioletni Maxime Godart. We Francji film obejrzało ponad 3 milionów widzów. 9 lipca 2014 roku miał premierę film Wakacje Mikołajka (fr. Les vacances du Petit Nicolas. W 2021 roku premierę miał film Skarb Mikołajka (fr. Le trésor du petit Nicolas).

## Mikołajek w szkole PRL
W 1986 roku Oficyna Wydawnicza „Rytm” wydała w drugim obiegu książkę pt. Mikołajek w szkole PRL autorstwa Maryny Miklaszewskiej, ukrytą pod pseudonimem Miłosz Kowalski. Świadome nawiązanie do Mikołajka wykorzystano do przedstawienia szkoły w Polsce Ludowej w latach 80., chwilę po zniesieniu stanu wojennego.